# Artaxes III d'Armènia
Artaxes III (en grec antic Άρταξίας) també conegut amb el nom de Zenó del Pont (en grec antic Ζήνων), va ser príncep del Pont i més tard rei d'Armènia de l'any 18 al 34, client dels romans. Zenó era fill del rei Polemó I del Pont i germà de Polemó II. Els seus avis materns eren Pitòdor de Tral·les i Antònia, una filla de Marc Antoni.
El pare d'Artaxes III va morir l'any 8. La seva mare, Pitodoris, es va tornar a casar amb Arquelau de Capadòcia, client de Roma. Tota la família es va traslladar a Capadòcia i Artaxes i els seus germans es van criar a la cort del rei. Quan Arquelau va morir, la seva mare amb els fills va tornar al Pont.
L'any 18 Germànic, per encàrrec de Tiberi, va establir al tron a aquest príncep del Pont, que des de la seva infantesa havia adoptat els costums armenis, i que va obtenir el suport dels nobles. Al pujar al tron va prendre el nom d'Artaxes o Artaxias III per haver estat coronat a Artàxata.
Va tenir un regnat tranquil i va mantenir la fidelitat a Roma. A la seva mort l'any 34 va tornar la inestabilitat quan el rei Artaban III de Pàrtia va posar al tron al seu propi fill Àrsaces I d'Armènia.